# Ouandérou
Macaca silenus, Macaque à queue de lion
 (février 2021).
Si vous disposez d'ouvrages ou d'articles de référence ou si vous connaissez des sites web de qualité traitant du thème abordé ici, merci de compléter l'article en donnant les références utiles à sa vérifiabilité et en les liant à la section « Notes et références ».
Espèce
Synonymes
- Macaca vetulus (Erxleben, 1777)
- Macaca albibarbatus (Kerr, 1792)
- Macaca ferox (Shaw, 1792)
- Macaca veter (Audebert, 1798)

Statut de conservation UICN

 EN C2a(i) : En danger
Statut CITES
Le macaque à queue de lion, aussi appelé ouandérou ou silène (Macaca silenus), est une espèce de macaques arboricoles du sud-ouest de l'Inde.
C'est une espèce endémique des forêts pluviales des montagnes des Ghâts occidentaux, longeant le Deccan, un vaste plateau de l'Inde, s'étendant sur la majeure partie de l'Inde centrale et méridionale.
Son autre nom de silène, issu de son nom scientifique, a été attribué par le naturaliste suédois Carl von Linné en 1758. Il fait référence au satyre Silène, une divinité mineure de la mythologie grecque.

## Description

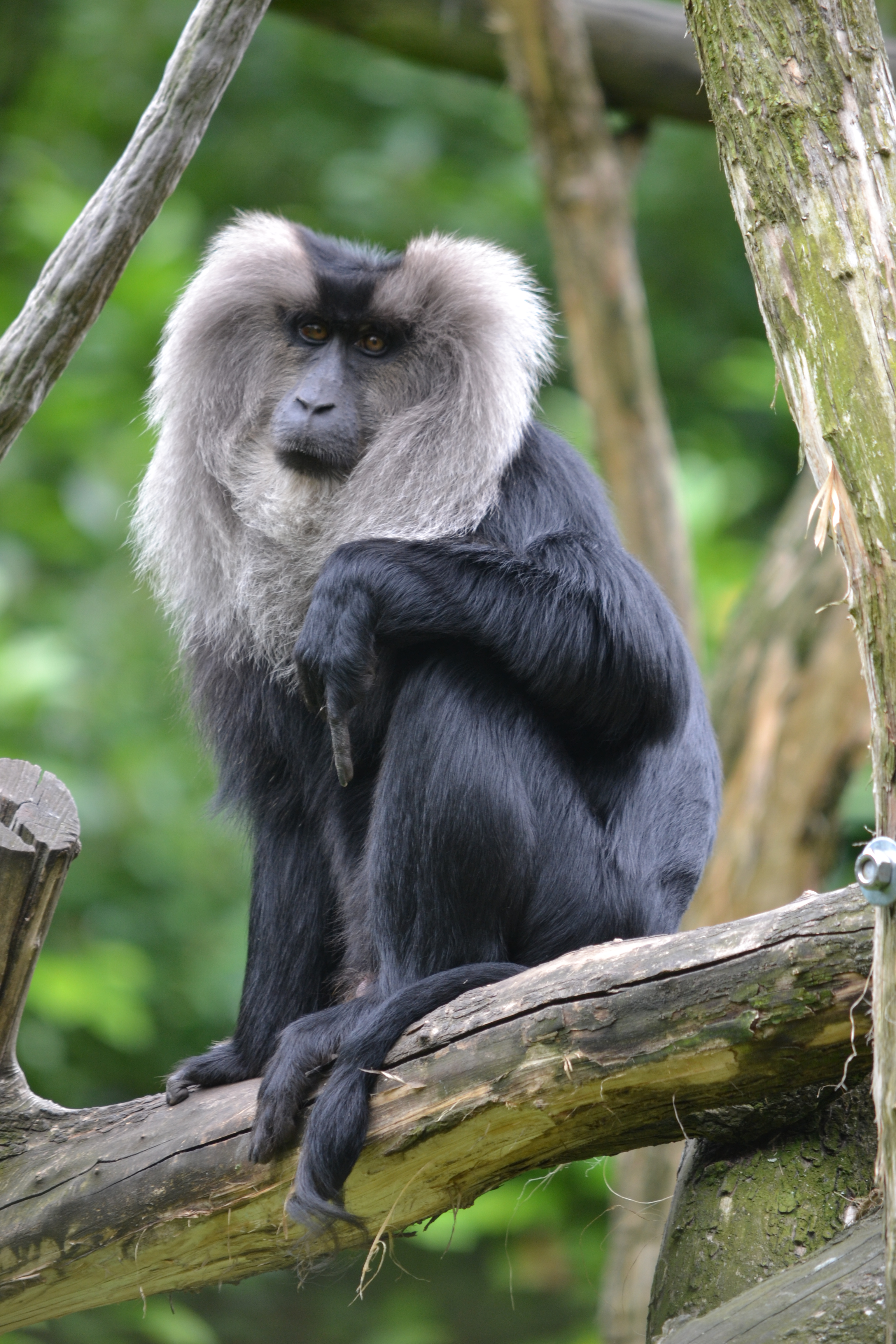
Macaque ouandérou

Le macaque à queue de lion possède une fourrure noire ainsi qu'une crinière grisâtre caractéristique, unique chez les primates. Sa queue robuste se termine par une frange touffue de longs poils noirs, eux aussi atypiques. Son museau est allongé et glabre, et ses mâchoires sont pourvues de longues canines. Ses yeux sont de couleur ambre.
Le petit naît avec une fourrure douce, presque duveteuse. Il a la peau claire et est dépourvu de crinière ; il ne développera les caractéristiques physiques de ses parents que deux mois après sa naissance.
Les macaques à queue de lion sont les plus petits des macaques. Leur longueur va de 40 à 61 cm sans la queue, qui mesure entre 25 et 35 cm. Leur poids varie beaucoup selon leur sexe, les mâles pesant entre 5 et 10 kg et les femelles entre 3 et 6 kg. Leur espérance de vie dans la nature est d'une vingtaine d'années, celle-ci pouvant dépasser les 35 ans en captivité.

## Écologie et comportement

### Organisation sociale
Les macaques à queue de lion vivent en groupes sociaux de 18 individus en moyenne. En habitat non perturbé, la taille des groupes peut varier de 7 à 40 membres tandis que dans les fragments forestiers des monts Anamalai, les groupes peuvent atteindre 65 individus. Dans les forêts préservées, les groupes comprennent généralement un seul mâle adulte et un mâle sub-adulte pour 6 à 7 femelles adultes, les autres membres étant des jeunes. En revanche, les groupes vivant dans des forêts morcelées peuvent compter jusqu'à 4 mâles adultes.[réf. nécessaire]

### Reproduction
La reproduction du macaque à queue de lion est saisonnière avec deux pics de naissances. Un pic majeur de janvier à avril ( 70 % des naissances) et un pic mineur de septembre à décembre ( 19 % des naissances). Ce profil bimodal s'observe aussi bien dans les massifs forestiers comprenant plusieurs groupes que dans les zones où l'habitat forestier est très fragmenté. On n'observe plus cette saisonnalité des naissances chez les individus captifs dans les zoos européens. La disponibilité des ressources, notamment due au régime de mousson joue vraisemblablement un rôle majeur dans la détermination de ce processus en milieu naturel.[réf. nécessaire]

## Habitat

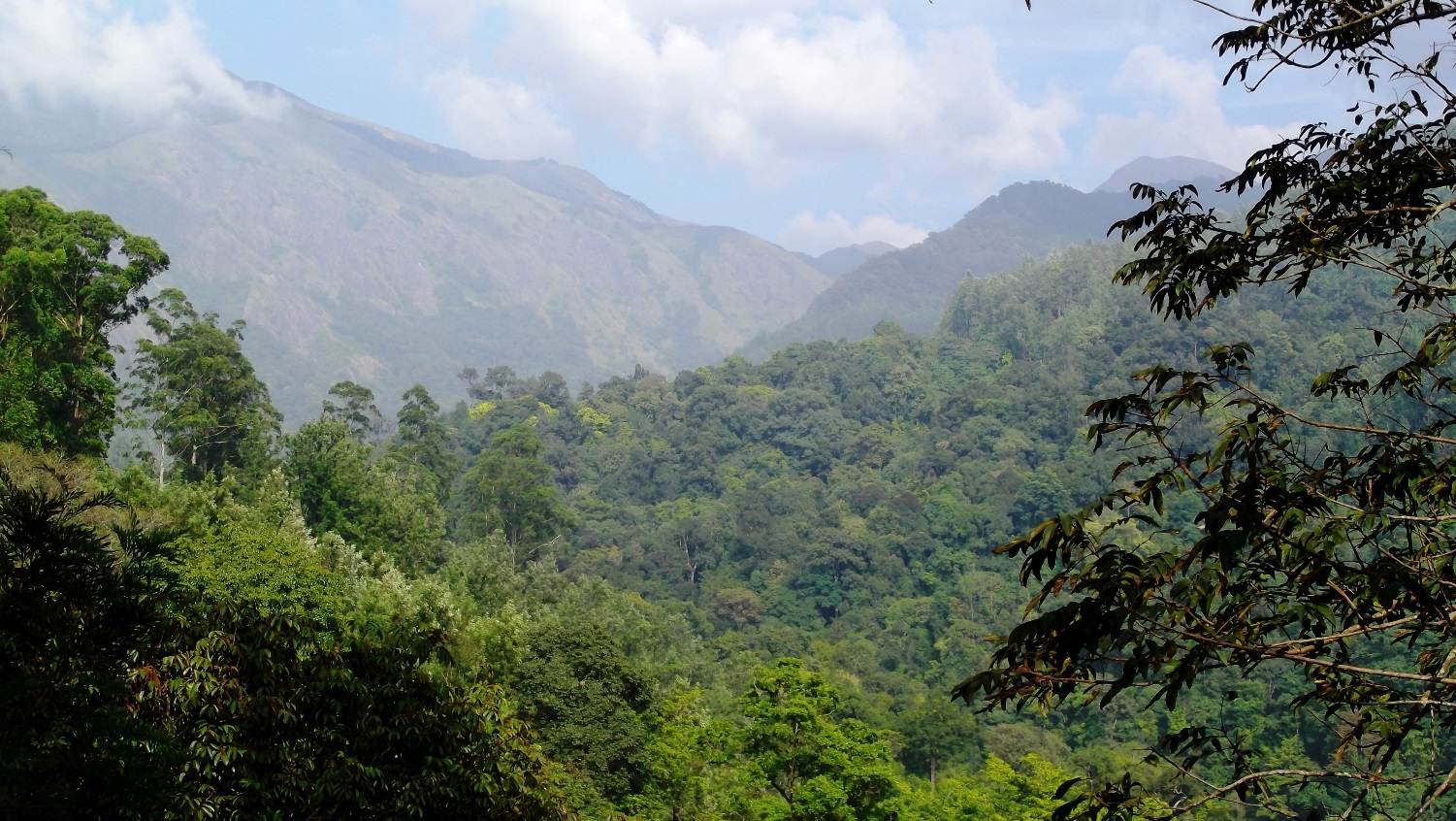
Habitat type de l'Ouandérou, une forêt de montagne, non loin de Valparai (District de Coimbatore, Tamil Nadu).

Le macaque à queue de lion ne se rencontre à l'état sauvage qu'au sud-ouest de l'Inde, en bordure du plateau du Deccan, dans les collines et les montagnes des Ghâts Occidentaux qui s'étendent de l'État du Karnataka à celui du Tamil Nadu en passant par le Kerala. Il y fréquente les forêts décidues sèches tropicales et subtropicales, mais vit surtout dans la canopée des forêts tropicales humides, jusqu'à 1800 mètres au-dessus du niveau de la mer, ce qui le rend difficile à observer.[réf. nécessaire]

## Histoire évolutive
Les changements géoclimatiques survenus durant le Pléistocène, notamment les glaciations et le climat de mousson, ont conduit à l'isolement de la souche ancestrale dans les Ghâts occidentaux, tandis que la souche sud-est asiatique a subi des épisodes de spéciation répétés engendrant la majorité des espèces existantes. Le macaque à queue de lion est donc le descendant de cette souche isolée dans les Ghâts et n'a qu'un lien de parenté éloigné avec les autres espèces de macaques qui ont par la suite recolonisé l'Inde comme le macaque à bonnet et le macaque rhésus.

## Menaces et conservation

### Dans la nature

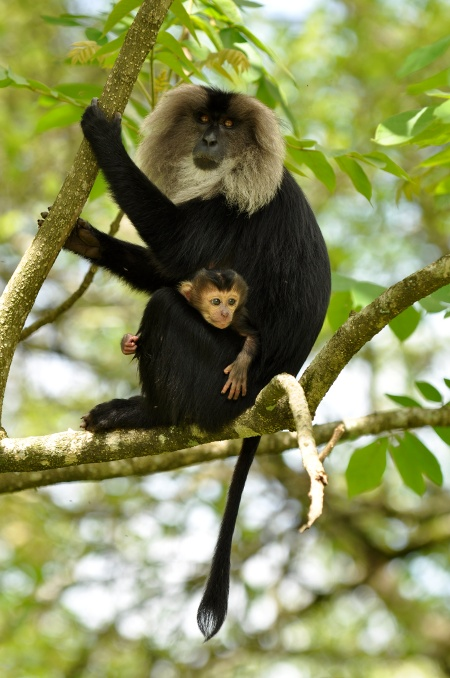
Femelle avec son petit.

Le macaque à queue de lion a été mentionné sur la liste des 25 espèces de primates les plus menacées au monde de 2010. Aujourd'hui, l'espèce n'est plus sur cette liste des 25 primates les plus menacés de la planète : avec la compilation des données recueillies par les organismes internationaux, il a été déterminé que les gouvernements locaux du sud de l'Inde avaient agi positivement dans la conservation et la protection de l'espèce.
De 1977 à 1980, les préoccupations du public sur l'état de « en danger d'extinction » du macaque à queue de lion était devenu le point focal de « Save Silent Valley », féroce débat sur l'environnement de l'Inde de la décennie. De 1993 à 1996, quatorze soldats sont allés observer dans le parc national de Silent Valley, Kerala, rapportant qu'il s’agissait sans doute d'un des habitats les plus viables et intacts pour l'espèce.
Une évaluation de 2003 de l'UICN signale 3 000-3 500 spécimens de l'espèce dispersés sur plusieurs zones dans le Kerala. Le macaque à queue de lion se classe parmi les primates les plus rares et les plus menacées. Leur espèce est devenue de plus en plus isolée et fragmentée par la propagation de l'agriculture, notamment la culture du thé, du café, du teck et de la quinquina, la construction de réservoirs d'eau pour l'irrigation et la production d'électricité et les établissements humains pour soutenir ces activités. La destruction de leur habitat et l'évitement de la proximité humaine ont conduit à la diminution drastique de leur population. Les accidents sur les routes sont également un facteur de mortalité important.
En 2004, une seule population auto-durable des trente-deux groupes de macaques à queue-de-lion recensée vit et se reproduit à Sirsi-Honnavara, Karnataka, la population la plus septentrionale de l'espèce.
Un recensement local mené dans le district de Theni du Tamil Nadu, conclu en 2007, estime leur nombre à environ 250 : chiffre qui est considéré comme encourageant car jusque-là aucun macaque à queue-de-lion avait été signalé dans ce territoire spécifique.

### En captivité
Les zoos participent à des programmes de reproduction spécifiques, et les autorités locales du Sud de l'Inde ont établi des mesures visant à protéger la faune locale. Il existe une quinzaine de parcs nationaux et de réserves naturelles dans les États où le macaque à queue de lion est présent. Aujourd'hui, plus de 400 zoos dans le monde accueillent cette espèce. L'association européenne des zoos et des aquariums (EAZA) la suit dans les 45 zoos européens où elle est élevée.
Beaucoup de zoos participent à des programmes de reproduction qui aident à assurer la survie de cette espèce (notamment la ménagerie du jardin des plantes à Paris). On ne rencontre pas moins de 338 spécimens de ces macaques vivant dans les zoos. Aujourd'hui, l'espèce n'est plus sur la liste des 25 espèces de primates les plus menacés dans le monde. Avec la compilation des données recueillies par les organismes internationaux, il a été déterminé que les gouvernements locaux du sud de l'Inde avaient agi positivement dans la conservation et la protection de l'espèce.

#### Population captive
La Ménagerie du Jardin des plantes de Paris détient au moins sept spécimens de Macaca silenus, 1 mâle adulte reproducteur et 3 femelles chacune ayant eu un jeune en 2014 (les 22 et 23 septembre 2014 et le 12 octobre 2014). Ils sont facilement observables lors de la promenade de la ménagerie.
Le Zoo de Leipzig, le zoo de Chester, zoo de Bristol et le ZooParc de Beauval détiennent également des macaques ouandérou.[réf. souhaitée]

## Galerie

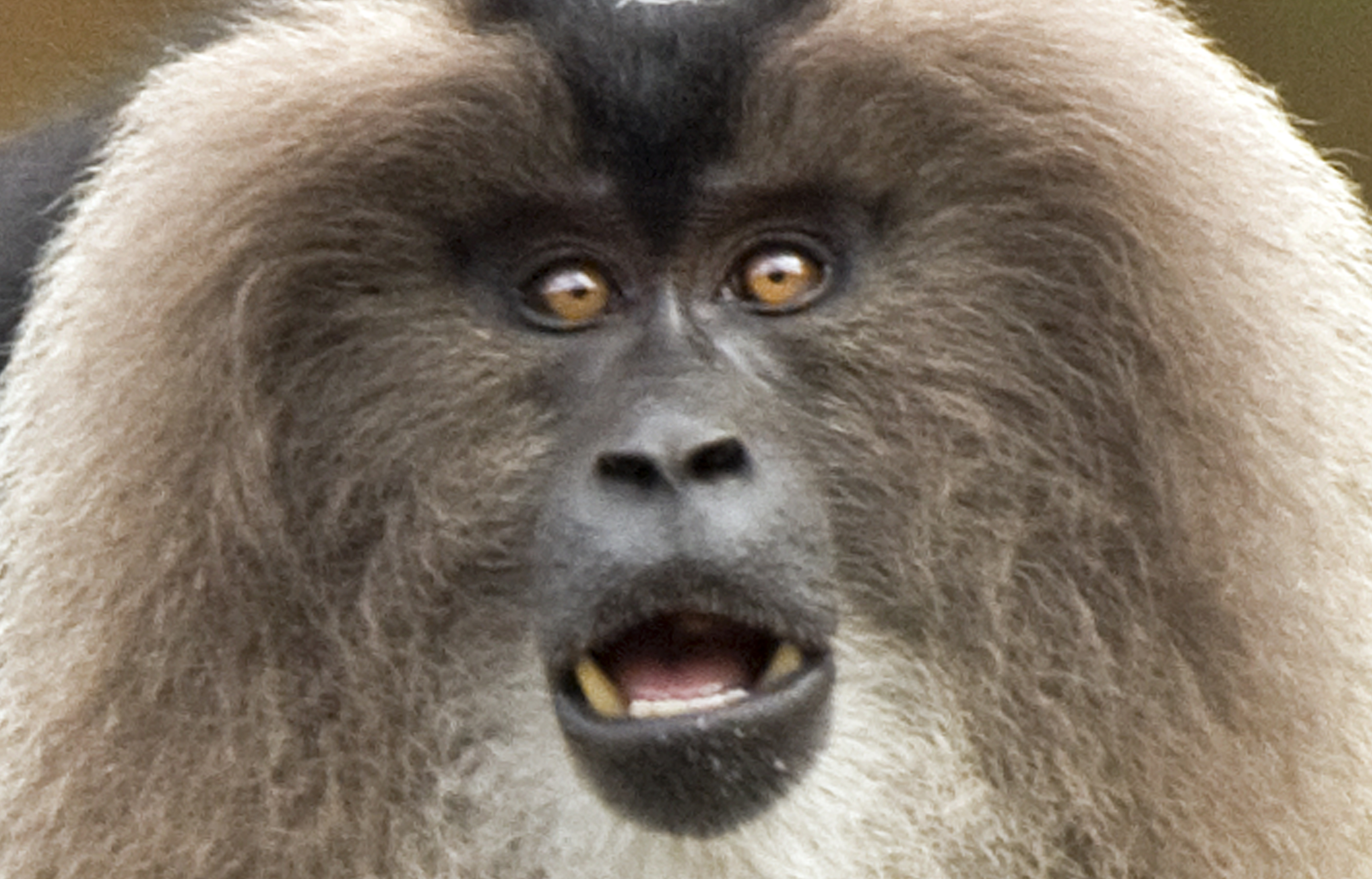
Macaque à queue de lion.
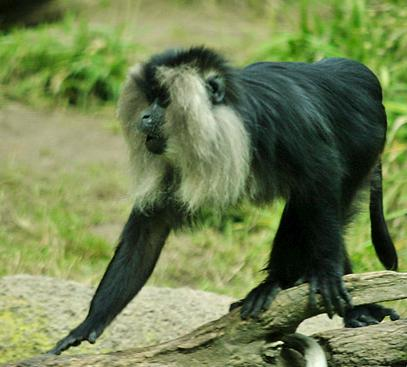
Macaque ouandérou.
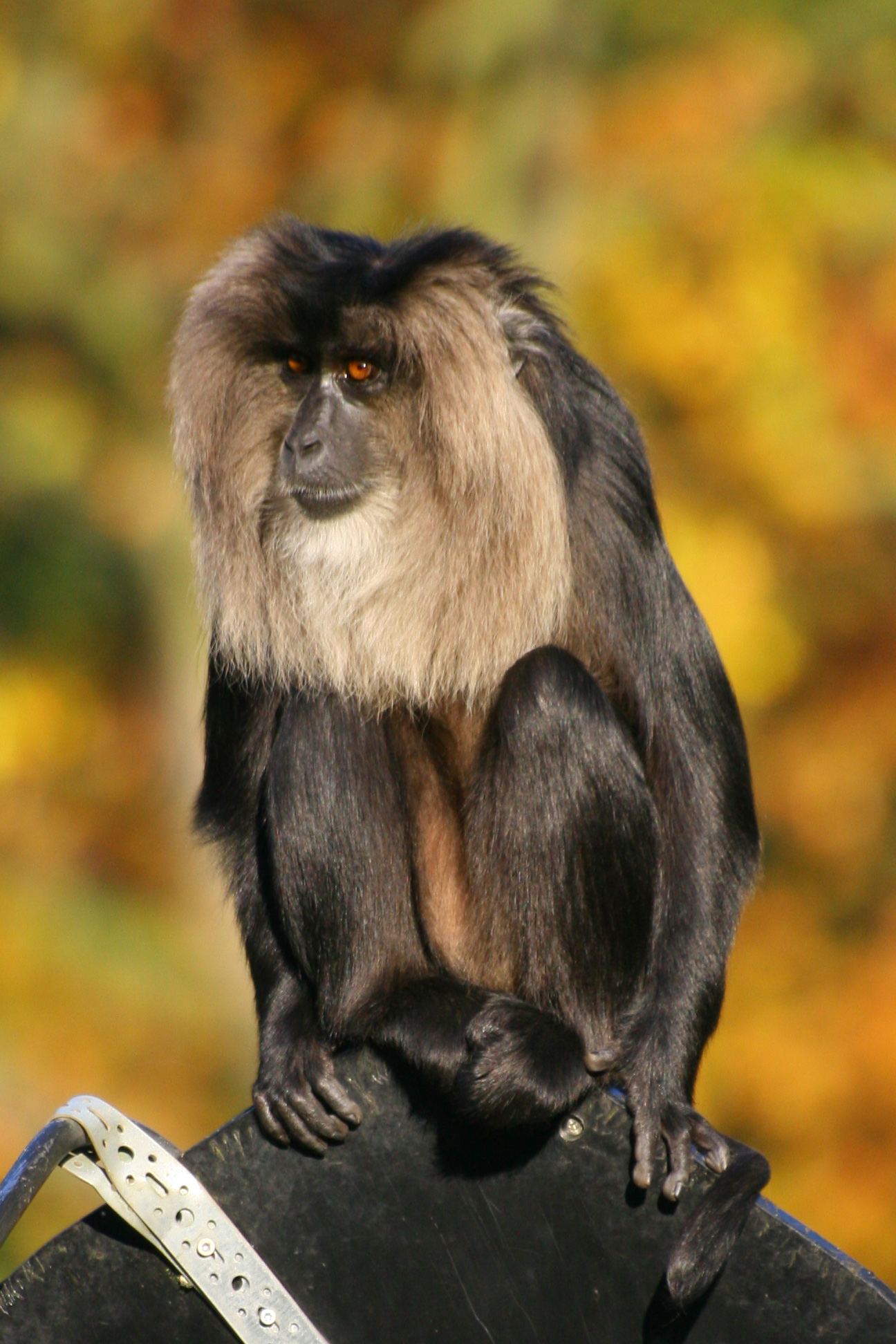
Macaque à queue de lion.
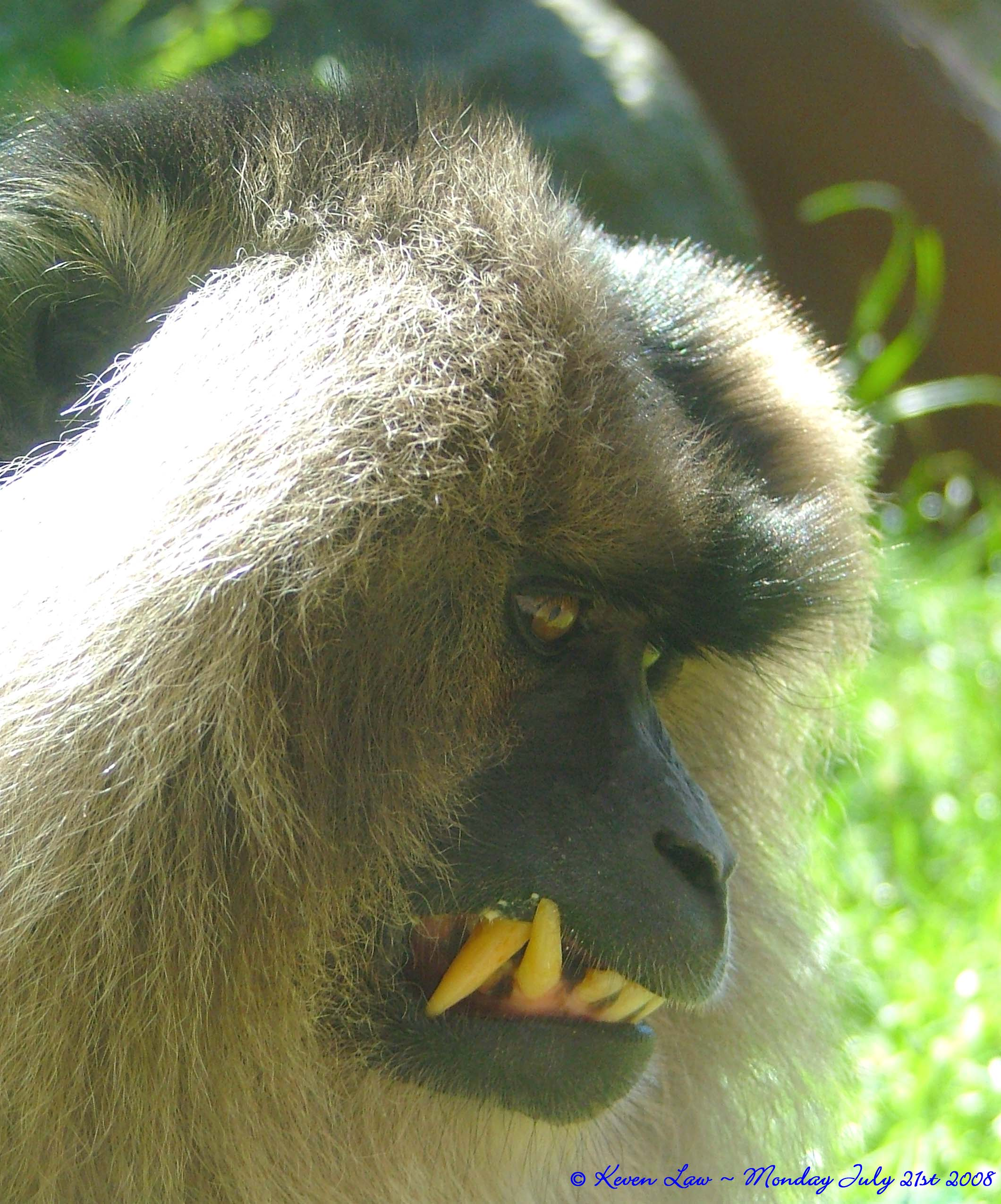
Vue partielle de la dentition.
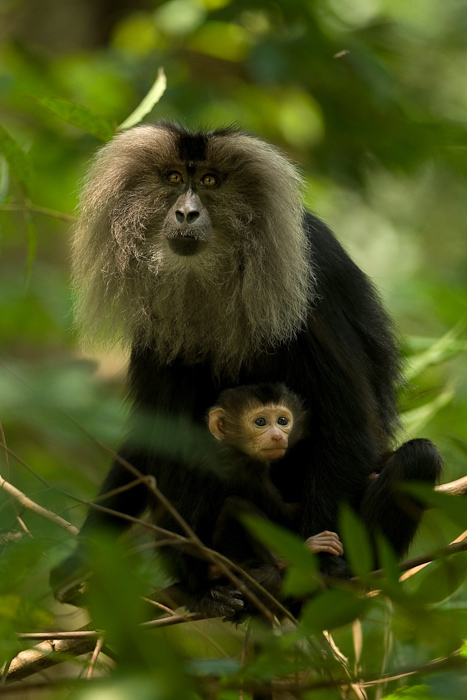
femelle avec son petit.
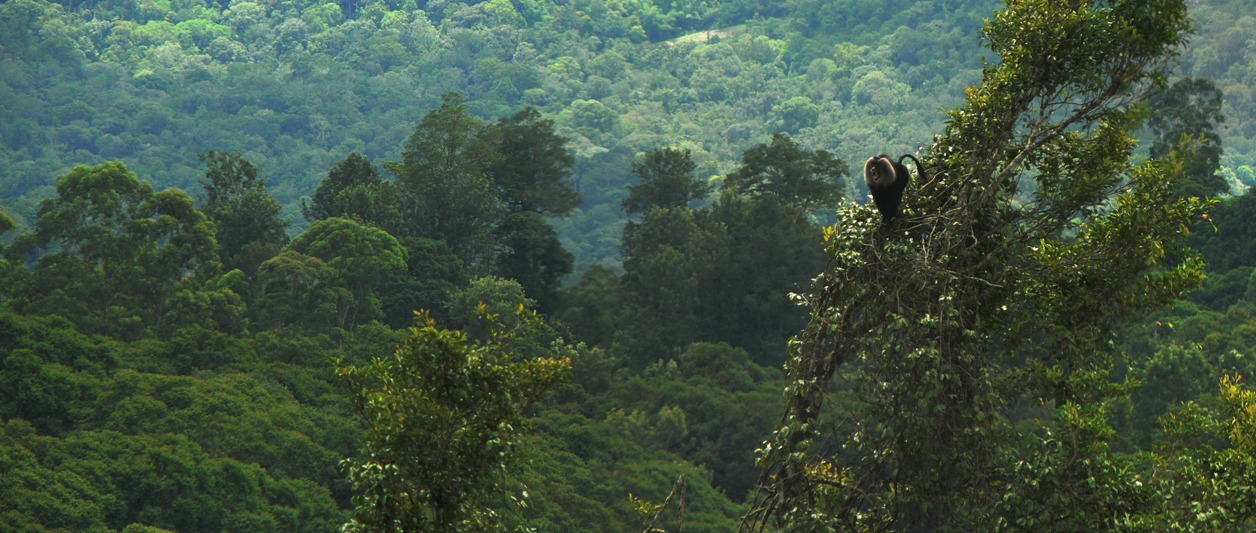
Macaque à queue de lion dans les Monts Anamalai (ou Anamala), un massif des Ghats occidentaux.
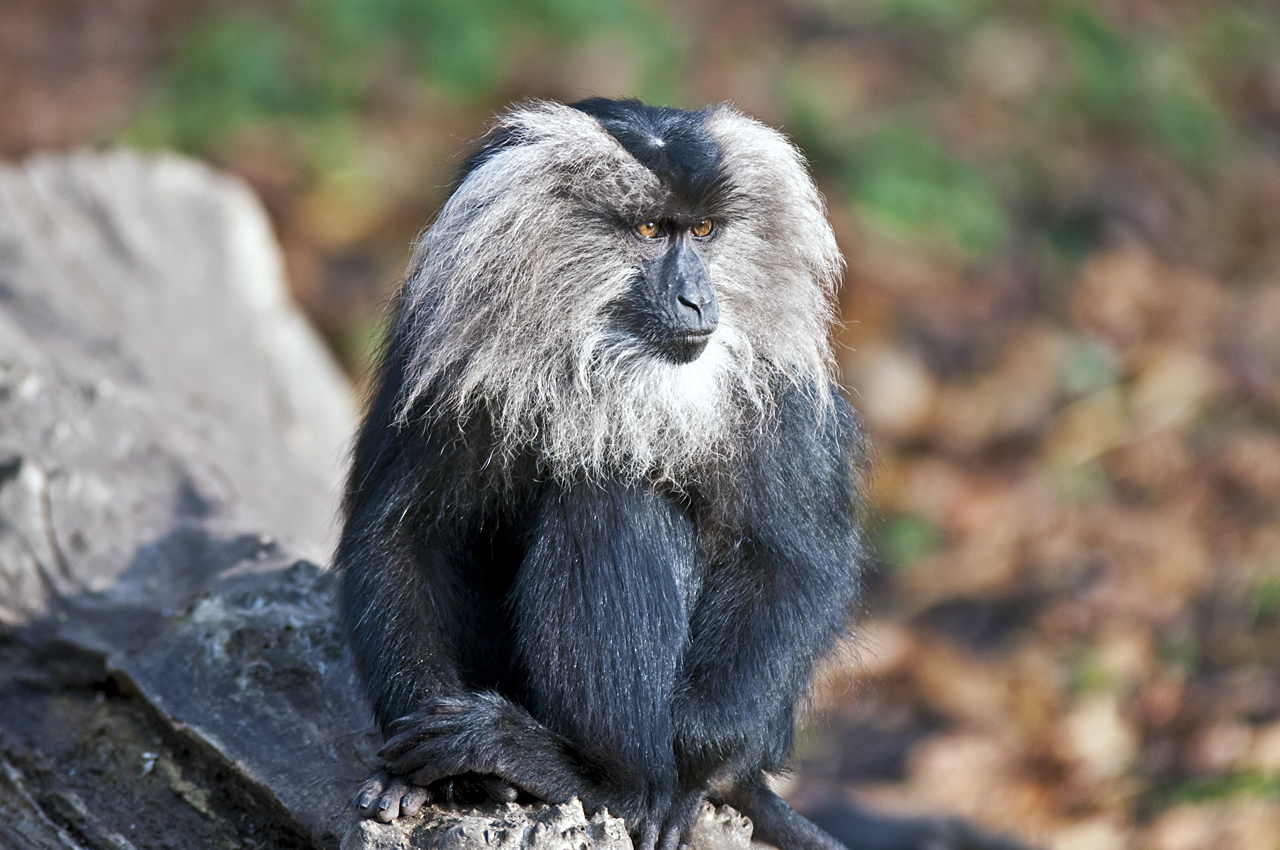
Macaque ouandérou au Zoo de Leipzig en Allemagne.
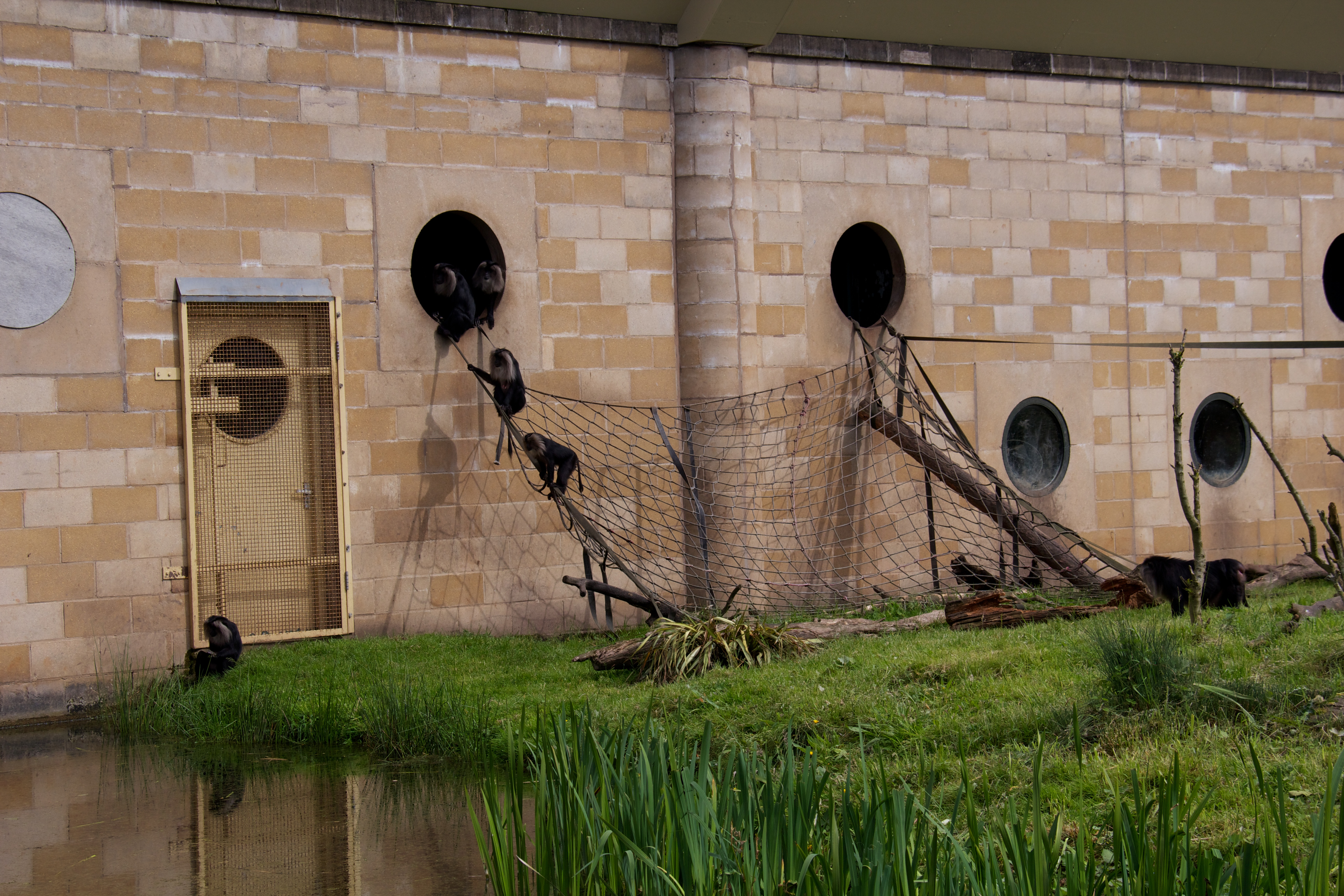
Macaque ouandérou au Zoo de Chester en Angleterre.
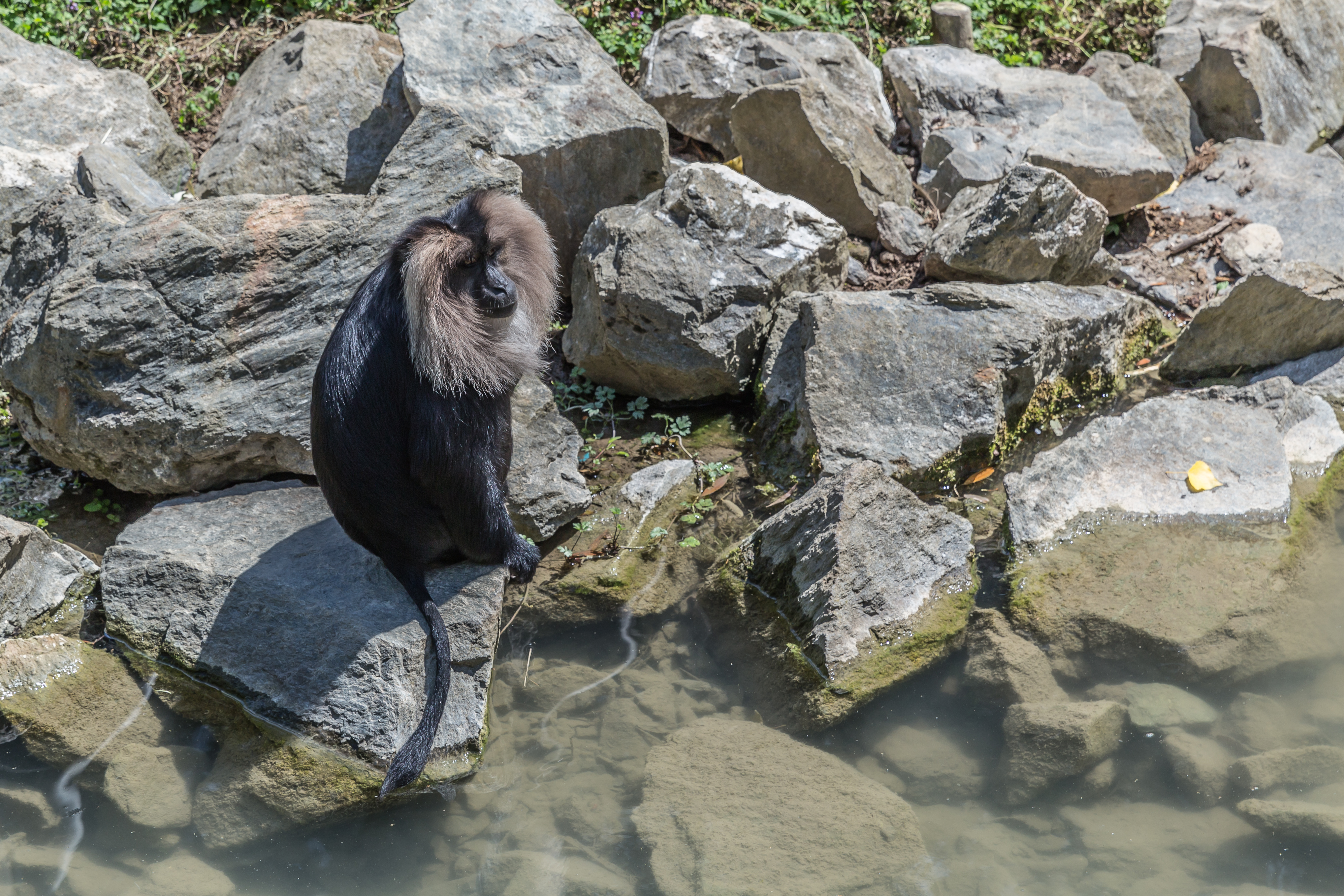
Macaca silenus (Ouandérou) au ZooParc de Beauval à Saint-Aignan-sur-Cher, France.